# くす玉
くす玉（薬玉、久寿玉、くすだま）は、原義ではや薬草、香草、香料を錦の袋に詰めて、その袋に造花などで飾り付けし、五色の糸でたらした入れ物（匂い袋）で、延命長寿、無病息災の願いが込められている。現在ではイベント用の装飾、特に割り玉を指す。また、紙で作られた同形の花を球体に貼り合せた立体の折り紙を指すこともある。
中国ではこれを魔除けに使用する道具として端午の節句などに使用されていた。日本でも端午の節句に魔よけなどのために身に着けて用いたとされる大きな糸巻「百索縷軸」が正倉院に所蔵されている。このような百索（長命縷または続命縷ともいう）が後世になってショウブやヨモギなどを飾った華やかなものに変化しそれが薬玉となった。日本でくす玉が使われる事例としては、はらあ毎年7月（仙台など旧暦の7月に当たる8月に行われる地域もある）の七夕の飾りつけや祝い事に使用される割り玉ともいわれるものが挙げられる。七夕のくす玉飾りは前述した中国の方式と同じような形で、造花で飾ったくす玉の下に紙テープ（短冊）を垂れ下げたもので、吹流しともいわれる。

## 割り玉
割り玉といわれる祝い事に使われるくす玉は、球形になっているものを半分に割って、その中に紙テープを貼ったり、紙吹雪、風船などを敷き詰める。割れたときくす玉の紙テープは垂れ下がる状態となる。また真ん中に垂れ幕（そのお祝い事に関連するメッセージが添えられる）を一緒に添える場合もある。

### 使用例
新幹線などの開業式、高速道路・国道などの開通式、学校の入学・卒業式、学校・企業の創立記念日、店舗・施設のオープン記念式典、造船の進水式、スポーツ大会や各種コンテストでの優勝や入賞祝い、選挙による候補者の当選祝い、結婚式祝い、運動会のくす玉割り競争（玉入れ競争で使うスポンジ製の玉をくす玉に当てあうもの）などがある。
またテレビ番組でも、特にクイズ番組、ゲーム番組で旅行や高額賞金を獲得した参加者や、音楽番組やコンテスト（オーディション）番組の優勝者などを称えたり、テレビドラマのクランクアップ（全収録終了）の時にも出演者・スタッフを労ってくす玉を割って祝うこともある。
なお、祝い事に用いるため久寿玉の字が用いられることが多い。
最近ではくす玉に代えて、天井から降らせたり、「カノン（キャノン）砲」といわれる機械式クラッカー（紙テープや紙吹雪が詰め込まれている）を使うこともある。

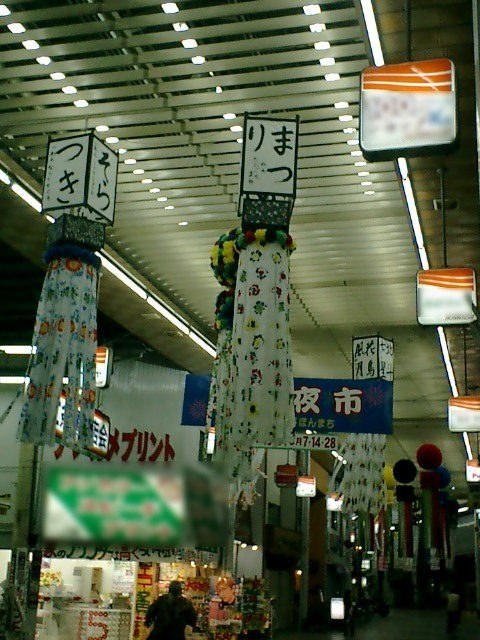
七夕で使われるくす玉（吹流し） （2004年7月・東大阪市布施）
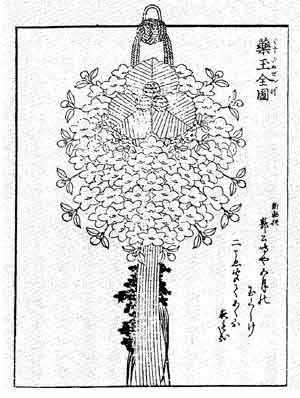
速水春暁斎「諸国図会年中行事大成」より『薬玉全図』 1806年
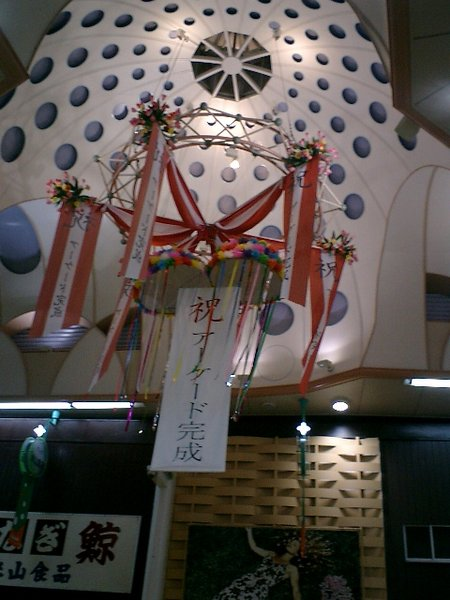
割り玉 （2004年3月・大阪市千林商店街アーケード完成記念）
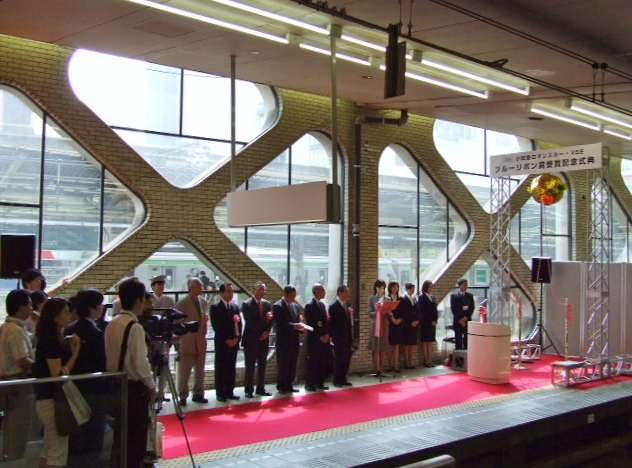
ブルーリボン賞の授賞式 （第49回受賞車小田急50000形）
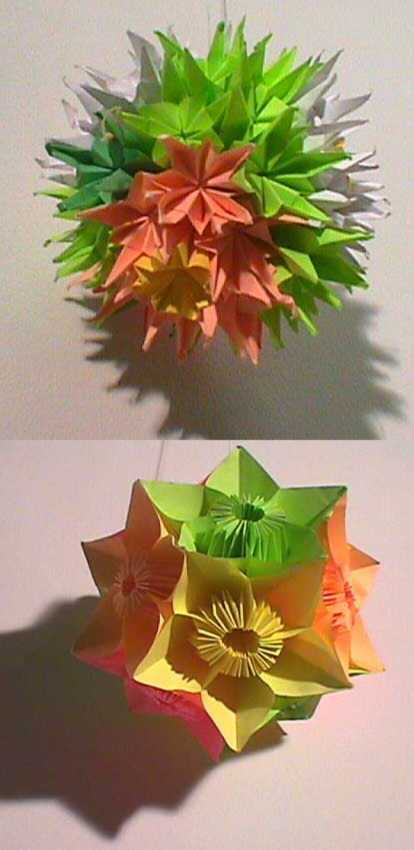
折り紙のくす玉の2つのバリエーション

### 構造
- 本体は球形が一般的。二つ割れのものが一般的だが、最近市販されているものでは三つ割れのもの、あるいは結婚式専用・ベル型のくす玉もある。更に2003年に阪神タイガースが優勝したとき、キャンプ会場の高知県安芸市はナスの生産地として知られることから優勝決定の瞬間にはナスをかたどった巨大なくす玉を割って祝ったという。
- 素材は竹を編みこんだ「竹かご」や、プラスチック、発泡スチロールが多い。
- 表面は特定の1つの色紙（いろがみ　一般には金色が多い）で貼ったものと、造花で貼り合わせたもの（写真）とがある。
- 吊り紐で上部を天井等に取り付ける。下部の引き紐を引くと留めゴムが外れて球体が開き、中の垂れ幕（「祝○○○○○」など）・紙テープが垂れ下がり、風船や紙ふぶき等が舞うようになっている。

### その他
- テレビ番組全体でくす玉・紙吹雪・風船・紙テープを使うきっかけになったのは、NHKの『NHK紅白歌合戦』である。ちなみにクイズ番組では、MBSの『アップダウンクイズ』である。

## 折り紙
くす玉は折り紙で作られたものを指すこともある。紙を花の形状に立体的に折り、これを多数組み合わせて形作る。